# رافائل کاسرتا
رافائل کاسرتا (انگلیسی: Raffaelo Caserta؛ زادهٔ ۱۵ اوت ۱۹۷۲) ورزشکار شمشیربازی اهل ایتالیا است.
وی در مسابقات کشوری و بین‌المللی در مجموع برندهٔ ۱ مدال برنز شده‌است.